# South San Diego
South San Diego es un área no incorporada ubicada en el condado de San Diego en el estado estadounidense de California.

## Geografía
South San Diego se encuentra ubicada en las coordenadas 32°35′1″N 117°5′49″O / 32.58361, -117.09694.